# 广肇城际铁路
广肇城际铁路，又称广肇城际轨道交通，是中国广东省内一条连接广州市、佛山市及肇庆市的城际铁路，是粤港澳大湾区城际铁路线网规划的放射线之一。
本线虽命名为「广（州）肇（庆）」城际，但实际上本线正线只属佛山西站至肇庆站一段（又称佛肇城际铁路），只在运行系统上直通其他线路至广州。佛肇段全长86.82公里，共设11个车站，最高设计时速200km/h，由2009年起建设，並于2016年3月30日通车并投入服务。初期直通南广铁路及广茂铁路至广州站，称广佛肇城际铁路或广佛肇城际轨道交通，线路于2024年移交广东城际管理，并直通广佛南环城际至广州番禺站。广佛南环共线段全长35公里，共设5个车站，2024年开通运营。

## 历史

### 规划及建设

#### 佛肇段

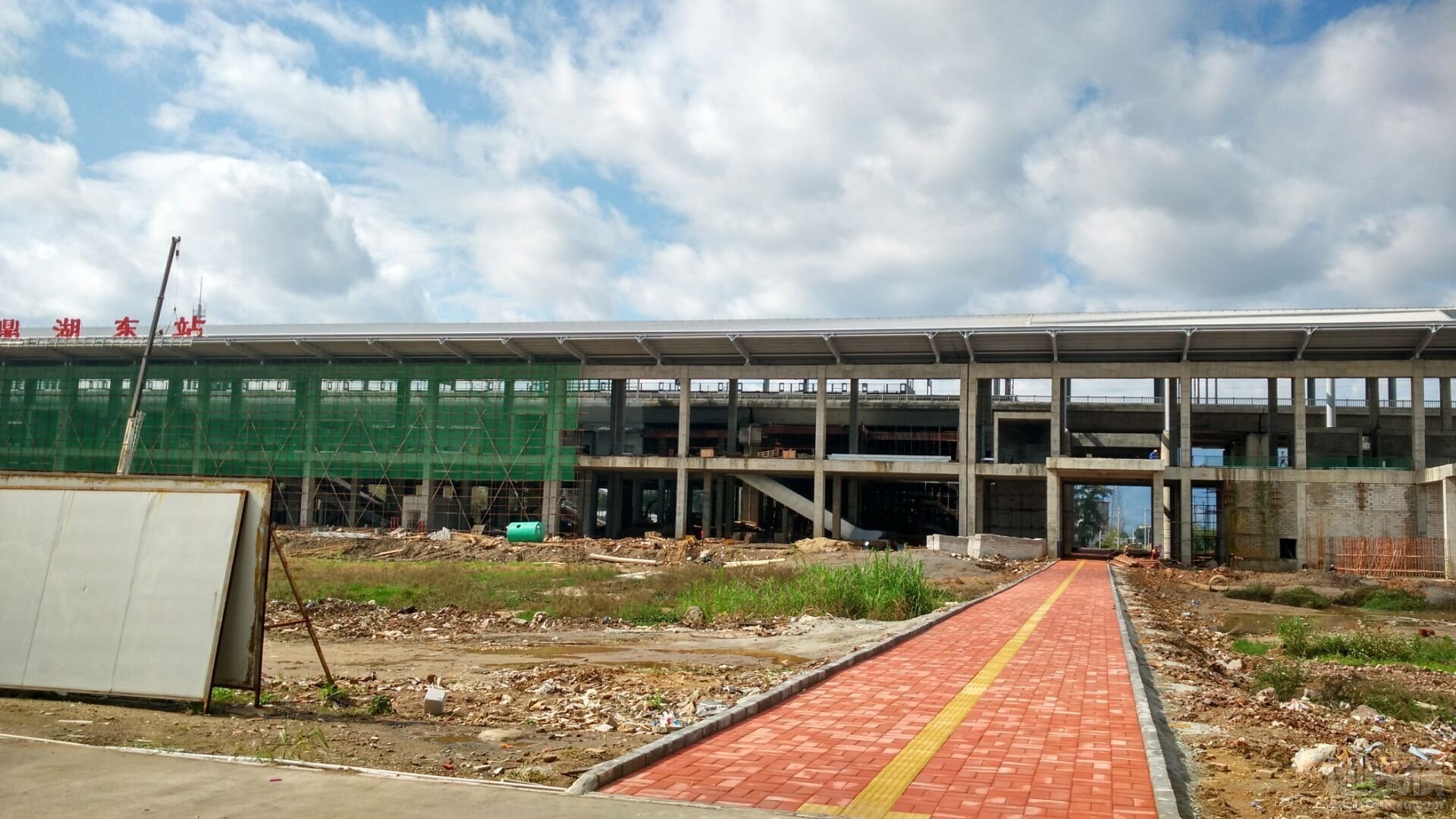
建设中的鼎湖东站

2000年，《珠三角经济区城际快速轨道交通线网规划》预审稿出台，拟建从广州经佛山、三水、大沙、肇庆至高要的城际快速轨道交通，当中佛山至高要段属于远期规划。2005年，《珠江三角洲地区城际轨道交通网规划》（2005-2020年）获国务院审议通过，当中提及在2020年建成广州至肇庆全长116公里的城际轨道交通线。2008年，广东省修编珠三角城际线网规划，佛山至肇庆城际为线网其中一条放射线，并计划于2012年建成。
线路原方案中，佛肇段起自广佛线祖庙站；但由于线路途经佛山市区，实施难度大，遭佛山当局反对，同时在祖庙接入广佛线的方案难以实现广州至肇庆“1小时交通圈”的目标，故线路初期改以佛山西站为起点，佛山西至广州市区段另行研究。2009年6月，广肇城际佛肇段获广东省发改委批复立项。同年9月，线路环境影响评估报告和可行性研究报告分别获广东省环保厅和广东省发改委批复:1。
2009年9月29日，广肇城际佛肇段在肇庆高新区举行开工仪式，位于肇庆大旺、鼎湖和佛山狮山的三个工点同时开工。
2010年8月，铁道部开始介入珠三角城际铁路建设，并对线路技术标准进行审查:1。该年，铁道部与省市政府协调设站方案，并确定东端佛山西站由地下站改为与国铁佛山西站并站:52；而肇庆城区段因铁道部与肇庆市对线路方案存在不同意见，改为近期以大冲站（现端州站）作为线路终点。2010年12月11日，铁道部和广东省政府批复佛肇城际狮山至大冲段站前工程方案:1。
2012年，当局决定将佛肇城际西端终点站设于既有肇庆站，而东端在佛山西站通过其他线路引入广州南站和广州站。同年7月，铁道部与广东省政府批复线路调整方案。同年年末，线路方案调整后的大冲特大桥动工。
2013年，佛肇段线路调整开始环评公示，当中除上文已列出的变更外，还提及如下变更：线路原先为吸引四会市的客流，而大幅向北绕行至四会市区南侧，后广东省方面要求线路取直以节省投资，故改为在大沙镇设大沙站（现四会站）；因三水区当局要求不在城区设站，而将相关线位北移；因肇庆东站站位调整而相应调整城际车站；用车由使用6编组城际A型车调整为8编组CRH6型动车组。
2015年6月，因线路较此前报批方案有重大变更而未重新报批环境影响评价，广东省环保厅责令停止佛肇城际建设。在补齐相关手续后，线路复工，并于当年11月完工。同年12月，线路引入广州站工程竣工。

### 开通运营

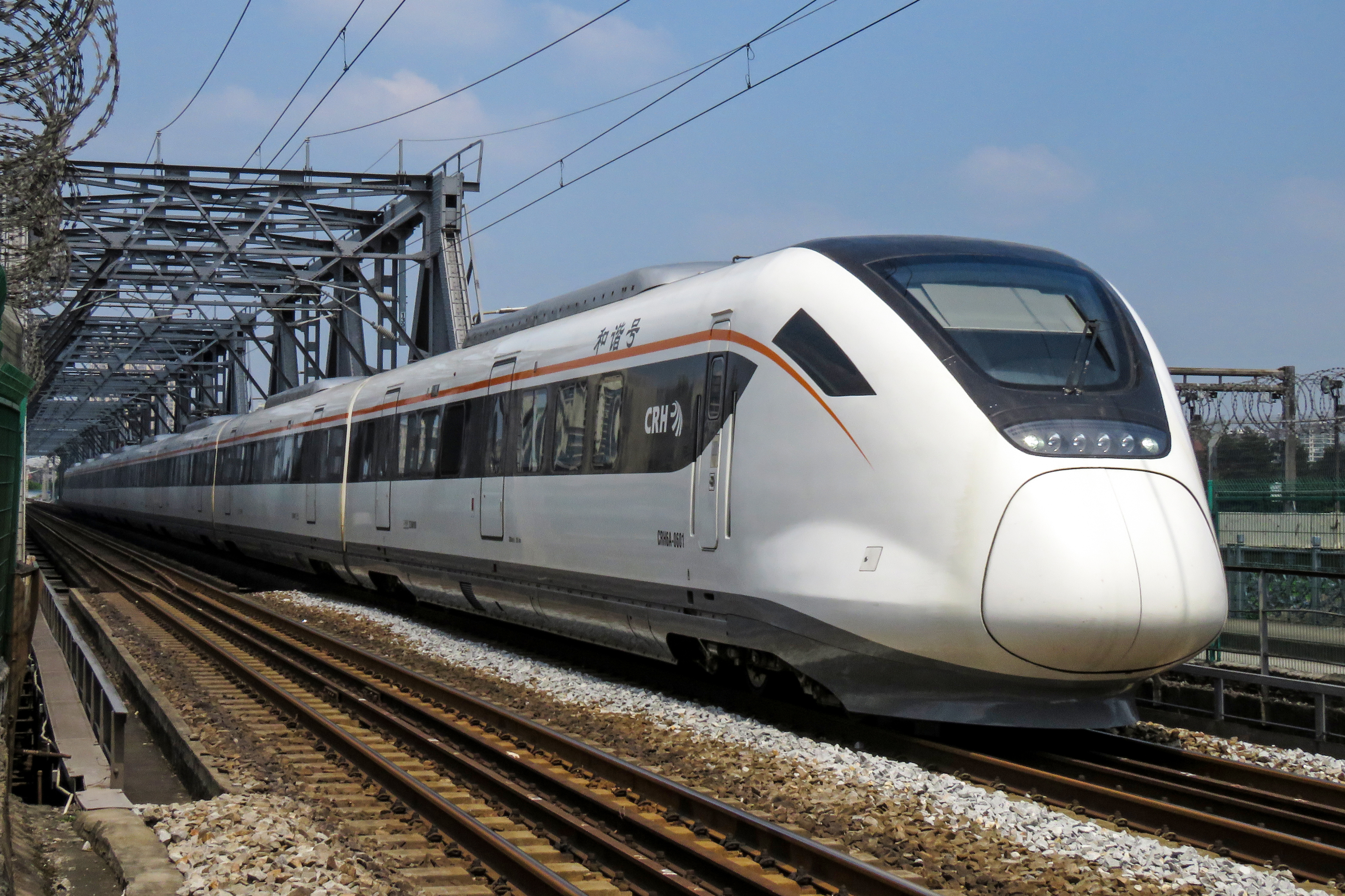
C6883次列车通过广茂铁路珠江大桥西桥

2016年3月30日，线路开通。开通时由广铁集团以广佛肇城际铁路名义运营，列车不停靠佛山西站，通过该站南广线联络线接入南广铁路，至三眼桥站利用三眼桥联络线接入广茂铁路，再向东经广州西站后进入广州站。2017年8月18日，佛山西站开通。
2023年10月11日调图后，为配合广湛高铁建设，广佛肇城际区间缩短为肇庆至佛山西，不再进入广州站。
2023年11月1日，广东城际铁路运营有限公司获得广肇城际佛山西站至肇庆站段的运营许可。2024年1月22日晚，广东城际完成广肇城际铁路已开通区段的运营权交接工作，并于1月23日开始以广肇城际铁路为名运营本线。
2024年5月22日，广东城际公司再获得广肇城际佛山西站（不含）至番禺站段的运营许可。同月26日12时，广肇城际开始贯通广佛南环至番禺站，并再与广惠城际贯通运营。

## 线路走向
佛肇段全长为86.82公里，东起佛山西站，向西经狮山镇，跨广三高速后经狮山工业园，跨西二环高速和广珠铁路进入三水境内，经三水森林公园，跨北江，经肇庆高新技术产业开发区至四会，线路折向西南，跨越绥江、广茂铁路、321国道，经鼎湖、大冲至肇庆站。

广肇城际铁路实际走向图

## 車站及接駁路綫
| 站名                                   | 里程 （公里）           | 里程 （公里）           | 特快                    | 快车                    | 换乘路线                                                                            | 所在區域                | 所在區域                | 啟用日期                | 车站形式                |
| 站名                                   | 站间                    | 累计                    | 特快                    | 快车                    | 换乘路线                                                                            | 所在區域                | 所在區域                | 啟用日期                | 车站形式                |
| 廣肇城際铁路                           | 廣肇城際铁路            | 廣肇城際铁路            | 廣肇城際铁路            | 廣肇城際铁路            | 廣肇城際铁路                                                                        | 廣肇城際铁路            | 廣肇城際铁路            | 廣肇城際铁路            | 廣肇城際铁路            |
| ↑直通至广惠城际小金口站                | ↑直通至广惠城际小金口站 | ↑直通至广惠城际小金口站 | ↑直通至广惠城际小金口站 | ↑直通至广惠城际小金口站 | ↑直通至广惠城际小金口站                                                             | ↑直通至广惠城际小金口站 | ↑直通至广惠城际小金口站 | ↑直通至广惠城际小金口站 | ↑直通至广惠城际小金口站 |
| -------------------------------------- | ----------------------- | ----------------------- | ----------------------- | ----------------------- | ----------------------------------------------------------------------------------- | ----------------------- | ----------------------- | ----------------------- | ----------------------- |
| 番禺                                   | -                       | 0                       | ●                       | ●                       | 广州东环城际 广州南站 ：广州地铁2号线、广州地铁7号线、广州地铁22号线、佛山地铁2号线 | 广州市                  | 番禺区                  | 2024年5月26日           | 地下四线一岛双侧式站台  |
| 陈村                                   | 5                       | 5                       | ｜                      | ｜                      | 陳村站：广州地铁7号线                                                               | 佛山市                  | 順德区                  | 2024年5月26日           | 地下两线双侧式站台      |
| 北滘西                                 | 6                       | 11                      | ｜                      | ｜                      | 北滘西站：佛山地铁3号线                                                             | 佛山市                  | 順德区                  | 2024年5月26日           | 高架四线双侧式站台      |
| 顺德北                                 | 5                       | 16                      | ｜                      | ｜                      | 東平站：广佛地铁、佛山地铁3号线                                                     | 佛山市                  | 順德区                  | 2024年5月26日           | 地下四线双岛式站台      |
| 张槎                                   | 10                      | 26                      | ｜                      | ｜                      | 张槎站： 佛山地铁2号线、佛山地铁4号线                                               | 佛山市                  | 禪城区                  | 2024年5月26日           | 高架两线双侧式站台      |
| ↑ 以上为广佛南环共線段                 |                         |                         |                         |                         |                                                                                     |                         |                         |                         |                         |
| 佛山西                                 | 11                      | 37                      | ●                       | ●                       | 广佛西环城际 佛山西站 佛山地铁：佛山地铁3号线、佛山地铁4号线                        | 佛山市                  | 南海区                  | 2017年8月18日           | 高架八線四島式站台      |
| 狮山                                   | 8                       | 45                      | ｜                      | ｜                      |                                                                                     | 佛山市                  | 南海区                  | 2016年3月30日           | 高架两线双侧式站台      |
| 獅山北                                 | 4                       | 49                      | ｜                      | ｜                      |                                                                                     | 佛山市                  | 南海区                  | 2016年3月30日           | 高架两线双侧式站台      |
| 三水北                                 | 6                       | 55                      | ｜                      | ●                       |                                                                                     | 佛山市                  | 三水区                  | 2016年3月30日           | 高架四线双岛式站台      |
| 雲東海                                 | 11                      | 66                      | ｜                      | ｜                      |                                                                                     | 佛山市                  | 三水区                  | 2016年3月30日           | 高架两线双侧式站台      |
| 大旺                                   | 6                       | 72                      | ｜                      | ●                       |                                                                                     | 肇庆市                  | 四会市                  | 2016年3月30日           | 高架两线双侧式站台      |
| 四會                                   | 6                       | 78                      | ｜                      | ｜                      |                                                                                     | 肇庆市                  | 四会市                  | 2016年3月30日           | 高架四线双岛式站台      |
| 鼎湖东                                 | 13                      | 91                      | ｜                      | ●                       | 肇庆东站                                                                            | 肇庆市                  | 鼎湖区                  | 2016年3月30日           | 高架四线双岛式站台      |
| 鼎湖山                                 | 9                       | 100                     | ｜                      | ｜                      |                                                                                     | 肇庆市                  | 鼎湖区                  | 2016年3月30日           | 高架两线双侧式站台      |
| 端州                                   | 11                      | 111                     | ｜                      | ｜                      |                                                                                     | 肇庆市                  | 端州区                  | 2016年3月30日           | 高架两线双侧式站台      |
| 肇庆                                   | 7                       | 118                     | ●                       | ●                       | 肇庆站                                                                              | 肇庆市                  | 端州区                  | 2016年3月30日           | 地面四线双岛式站台      |
| 註釋                                   |                         |                         |                         |                         |                                                                                     |                         |                         |                         |                         |
| - 所有以斜体标识的线路和车站均未开通。 |                         |                         |                         |                         |                                                                                     |                         |                         |                         |                         |

## 使用列车

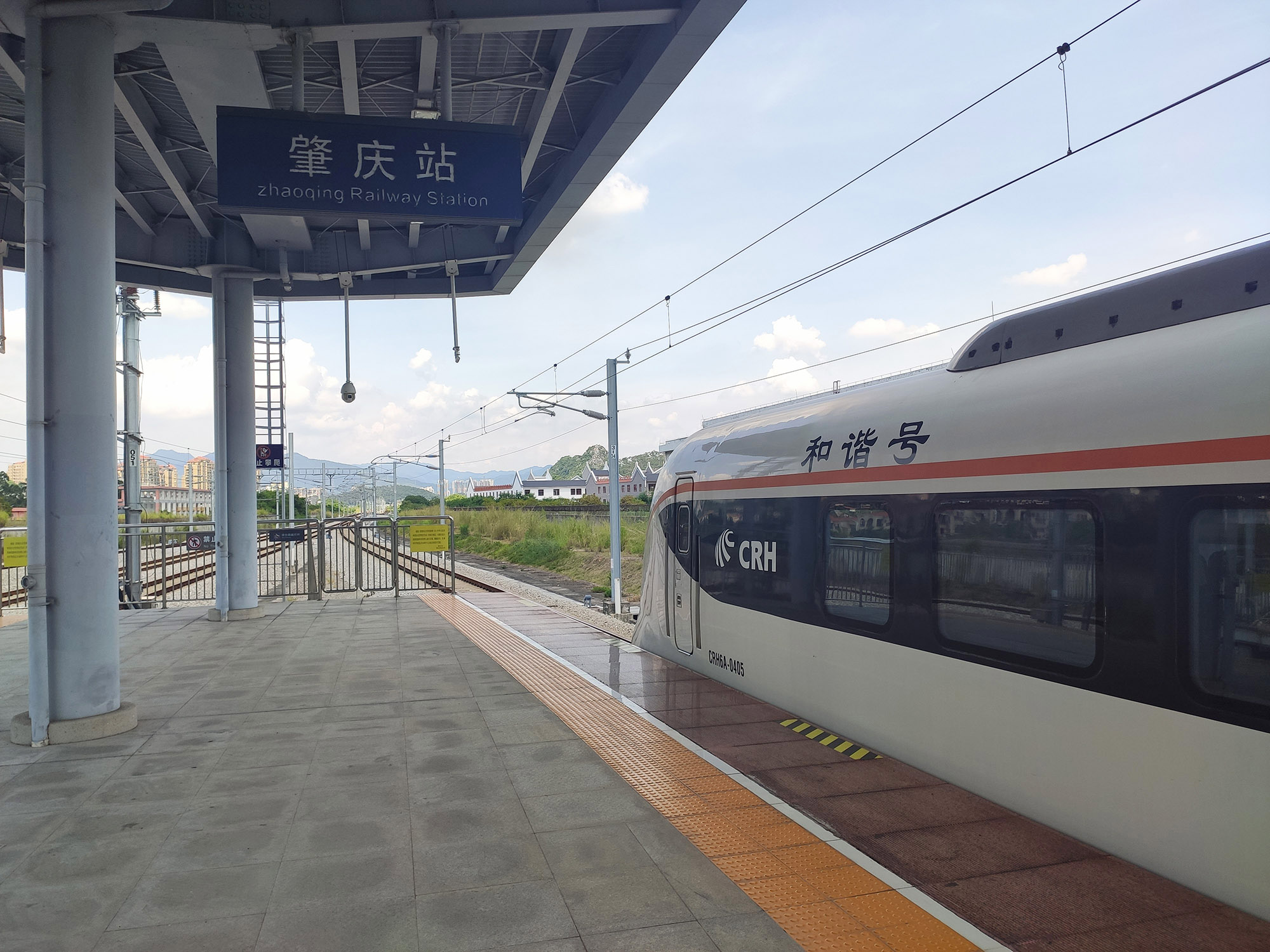
C6840次列车停靠肇庆站

本线使用广东珠三角城际轨道交通有限公司购置、中车广东公司生产的8编组CRH6A和CRH6F动车组行走，与广惠城际铁路共用。

## 行车安排

### 现时
自2025年5月28日起，广肇城际除部分班次外，全日多数时间采取如下行车交路：
- 肇庆 ⇋ 小金口：站站停，与广惠城际贯通运营。
- 肇庆 ⇋ 小金口：大站快车，与广惠城际贯通运营，全程用时约174分钟；广肇段中途仅停肇庆、鼎湖东、大旺、三水北、佛山西五站。
- 肇庆 ⇋ 小金口：特快车，与广惠城际贯通运营，全程用时约134分钟，共开行13列；广肇段中途仅停肇庆、佛山西、番禺三站。

### 调整历程

#### 国铁时期

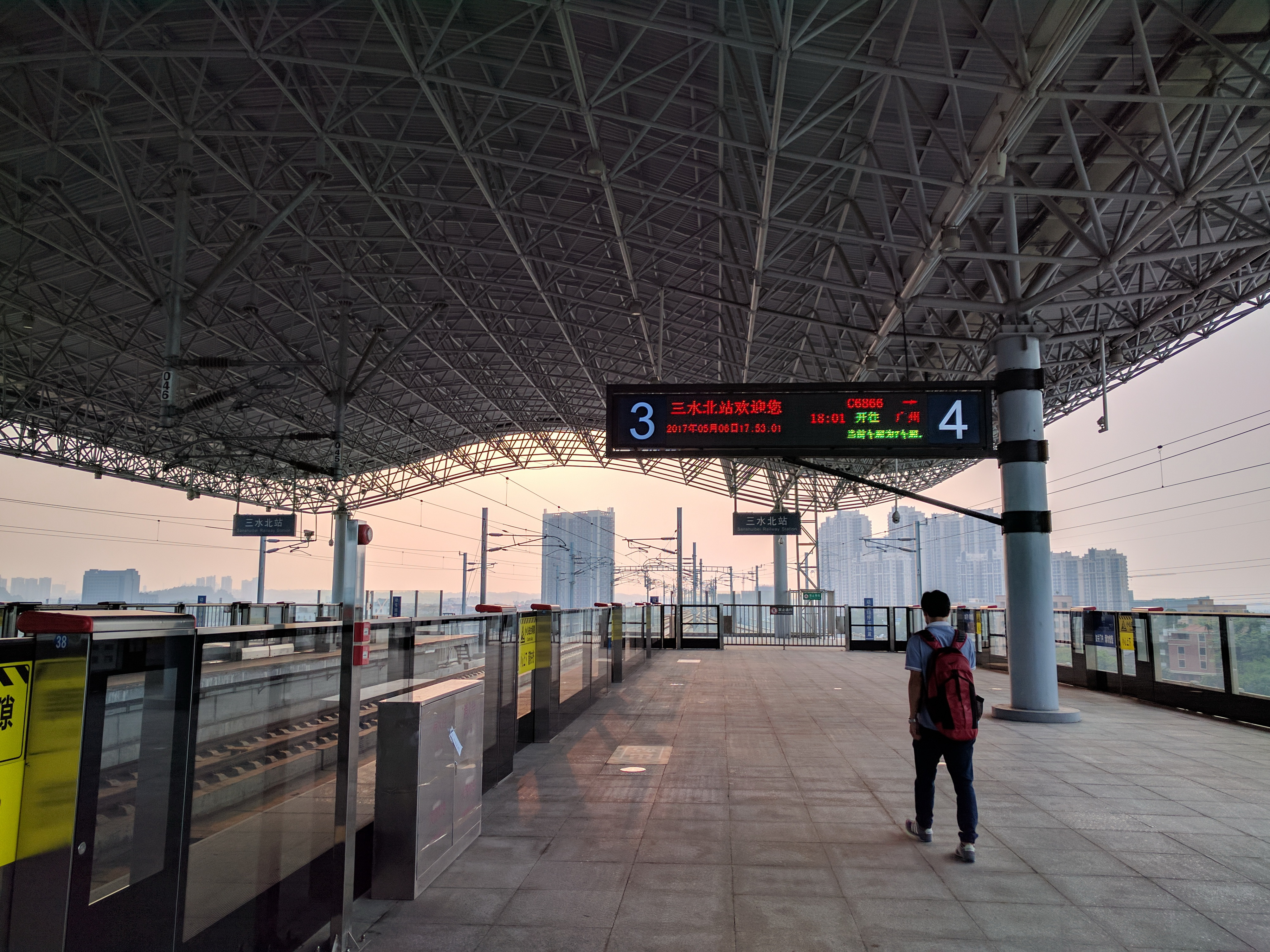
三水北站3、4站台

广佛肇城际以“公交化”模式营运。线路开通时，每日开行10对动车组列车，首末班车时间分别为7时10分和20时29分。
本线开通初期，广州至肇庆的全程时间至少需要1小时47分钟。2016年7月1日零时起，广铁集团调整线路运行图，调图后开行“站站停”和“大站停”列车，广州至肇庆的全程时间最快1小时4分钟，最慢1小时27分钟，首末班车时间分别调整为7时20分和20时25分。每日开行的动车组数量仍为10对。
2017年8月18日，由于佛山西站开通并投入服务，该站正式开行沿本线运行，往返肇庆的城际列车，共开行14对（初期仅开行6对）。同时，原先已开行的广肇城际列车，所有车次全部增停佛山西站，运行时间延长3分钟。截至2017年8月18日，广佛肇城际共开行18对列车。
2021年4月10日，广佛肇城际所有列車經由廣深鐵路III、IV線與穗深城際鐵路直通運行；后于2022年6月20日取消。
2023年10月11日，受限于广州珠江大桥改造，列车不再前往广州站，临时缩短至佛山西站。

#### 广东城际时期

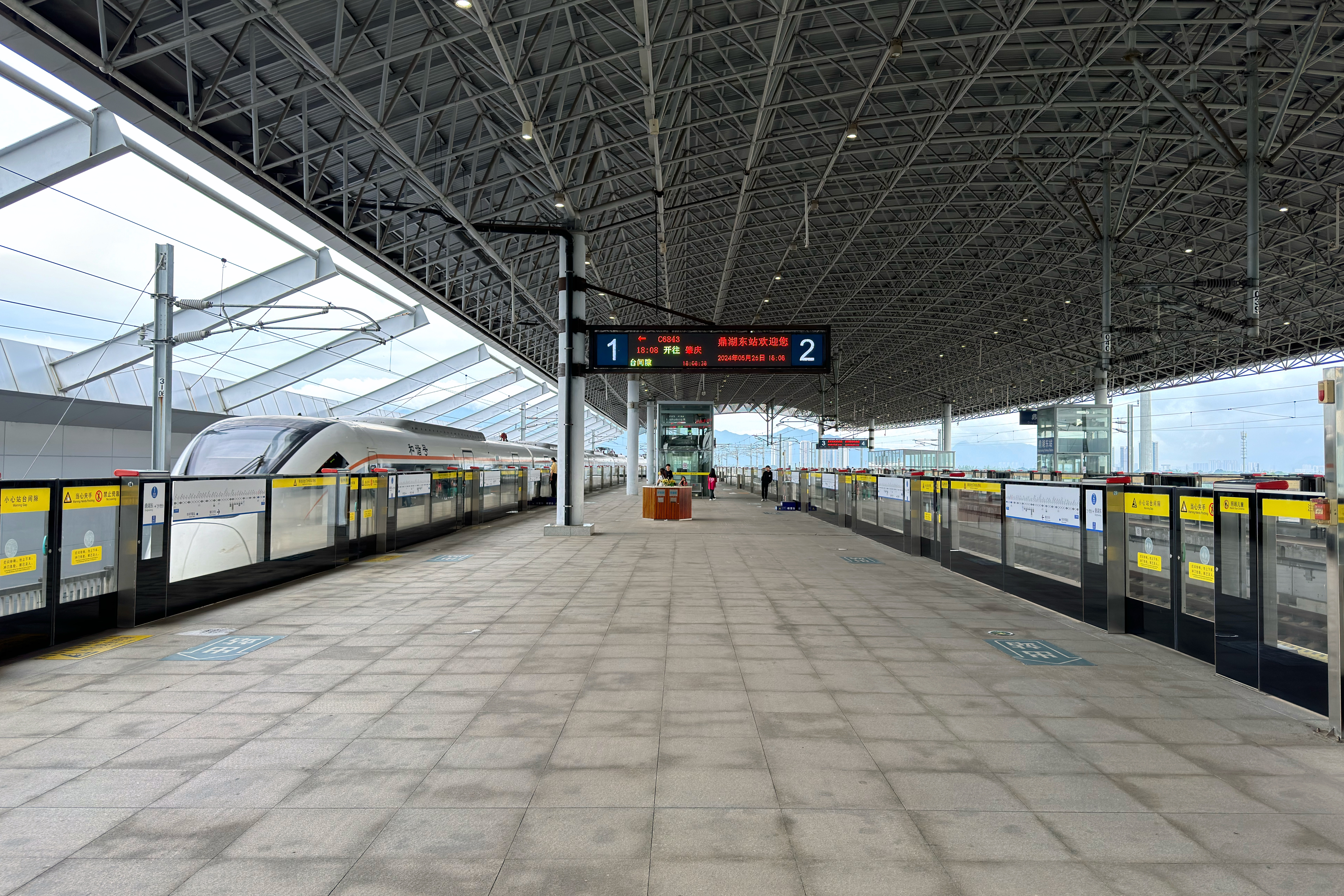
鼎湖东站1、2站台

2024年1月23日，广东城际开始运营广肇城际铁路。此后本线逐步采用当日车票不限车次均可乘车的公交化运营模式。
2024年3月1日，广东城际调整广肇城际佛肇段运行图，系接管运营后首次调整。新运行图中，往肇庆方向运营时间增加约1.5小时、往佛山西方向全天运营时间增加约3小时，同时改用“站站停+大站快车”方式，大站快车中途仅停靠三水北、大旺、鼎湖东三个车站。调图后，每日开行87列车，较调整前增加58列；大站停列车单程旅行时间为45分钟，站站停列车单程旅行时间为64分钟。12日，广东城际再根据上次调图后实际运营情况调整运行图，小幅延长列车行车时间，大站停列车单程运行时间变为47分钟，并将部分快车调整为普通车。
2024年5月26日，广肇城际开始与广佛南环城际和广惠城际贯通运行，除全程贯通的快慢车外，还开行来往佛山西和小金口的小交路站站停列车。7月1日，广惠城际与广肇城际运行图再调整。当局根据实际客流情况，取消至佛山西站的站站停小交路，并细化运行图为工作日和周末两版。2025年5月28日起，广惠、广肇城际之间首次开行特快列车，中途各市仅停靠一站。

## 票务
广肇城际以“公交化”模式营运，车票当日有效，不限乘车车次、不对号入座。线路支持铁路12306系统和城际铁路公交化多元支付票务系统购票乘车。

### 铁路12306
乘客可在铁路12306网站和客户端购票乘车，均售卖无座票。同时支持铁路e卡通乘车。
本线曾支持中铁银通卡及支付宝乘车码乘车；惟线路移交广东城际运营后，陆续在2024年5月停用。

### 公交化多元票务系统
广肇城际于2024年5月15日开始支持广东城际的城际铁路公交化多元支付票务系统。乘客可使用普通羊城通、嶺南通、全國交通一卡通等实体交通卡或广州地铁手机应用程序内的城际乘车码乘车。乘客需事先通过广州地铁APP（限乘车码）或站内自助客服终端（限交通卡）进行实名制登记及人脸核验。入闸后最多可在付费区停留360分钟（6小时），如超过时限，须额外按出闸站城际线网单程最高票价缴交超时车费。公交化多元支付票务系统暂不支持购买儿童优惠票、学生优惠票及各类优待票。
2025年6月20日，广州地铁APP于本线推出“计次票”和“定期票”两种优惠票种，即90天内支付18次费用可乘坐20次的计次票及30天内支付34次费用，最多乘坐42次的定期票。上述票种均限定乘车区间，不可变更。

### 票价
广肇城际票价标准为0.66元/公里（10公里起计）。现时常态执行约9折的优惠；此前亦曾推出不同优惠措施，以吸引民众乘坐。

## 利用状况
由于佛肇段设站避开了多个人流密集的已开发地区且交通接驳不便，加上开通初期运行时间长、价格偏贵，导致本线开通初期颇为冷清。虽然开通约半年后，铁路部门调整运行图，使得线路行车速度和票价都有所优化，但受制于广州站接入能力有限，列车开行对数仍较少，高峰期更会为缓解广州站客运压力而减少本线班次，导致本线客流量仍然偏低。
2024年，广东城际接手运营本线，虽不再进入广州站，但受惠于线路班次加密，客流有所增加，当年清明假期前一天更以12,823人次创下线路开通以来最高纪录。同年5月佛肇段与广佛南环及广惠城际贯通后，吸引大量跨城出行客流，更连带提升佛肇段客流翻倍增长。然而受站位不佳等因素影响，客流与广惠城际仍有差距；贯通一年内，两线合计的日均客流约8.4万人次，当中广肇段仅占23%，平日上座率仅约三成。

## 未来发展
佛肇段2016年开通至今，站台屏蔽门的激光探测系统虽已启用，却因故一直未接入安全回路，导致如有旅客滞留在屏蔽门和列车间缝隙时，系统虽会报警但不能自动扣停列车，故长期需人工确认安全后再操作关门，行车效率低下。
2025年1月，广东城际发布招标公告，计划更新改造佛肇段站台门和佛山西站激光探测装置，以期解决上述问题；同时对各站站台门、线路信号系统和佛山西城际动车所设施进行改造，使得4编组列车可进入本线服务。